# Guntis Ulmanis
Guntis Ulmanis (Riga, 30 september 1939) is een Lets politicus en de vijfde president van Letland. De broer van zijn grootvader, Karlis Ulmanis, was president van de Letse Republiek van 1936 tot 1940.

## Biografie
Guntis Ulmanis werd in Riga geboren op 13 september 1939. In 1941 werd hij met zijn familie gedeporteerd naar de Oblast Krasnoyarsk in Siberië. In 1946 keerden zij terug, maar mochten zich niet in Riga vestigen, en verbleven daarom in Ēdole.
In 1949 zou de familie opnieuw gedeporteerd worden, maar dit werd Guntis Ulmanis bespaard, door het huwelijk van zijn moeder, met verandering van naam in Rumpītis. Ze verhuisden naar Jūrmala, waar hij school liep.
Daarna studeerde hij economie aan de Universiteit van Letland in Riga. Afgestudeerd in 1963, werd hij opgenomen in het leger van de Sovjet-Unie voor een dienst van 2 jaar.
In 1965 werd hij lid van de Communistische Partij van de Sovjet-Unie. Hij werkte als econoom en werd later bevorderd tot manager bij het openbaar vervoer in Riga, en tot afgevaardigd bestuurder van het planbureau van het stadsbestuur. Zijn familieband met de voormalige president werd ontdekt, wat leidde tot zijn ontslag in 1971.
Door de evolutie naar een hernieuwde onafhankelijkheid van Letland besloot hij de communistische Partij te verlaten en zijn originele familienaam terug aan te nemen.
In 1992 werd hij lid van het bestuur van de Nationale Bank van Letland en trad toe tot de Letse Landbouwersunie (Lets: Centriskā partija Latvijas Zemnieku savienība, LZS).

### Presidentschap
In 1993 werd hij door de Saeima verkozen als vijfde president van Letland, en de eerste na de volledige onafhankelijkheid van 1991. In de eerste kiesronde was hij derde, maar werd uiteindelijk verkozen doordat Gunārs Meierovics zich terugtrok. Hij volgde parlementsvoorzitter en de facto waarnemend president Anatolijs Gorbunovs op.
Als president hechtte hij groot belang aan buitenlands beleid: verbetering van de relaties met internationale en regionale organisaties alsook met individuele landen. Een belangrijke verwezenlijking was het Lets-Russisch verdrag over de terugtrekking van de Russische troepen. Tijdens zijn presidentschap werd Letland lid van de Raad van Europa en stelde het zijn kandidatuur als lid ven de Europese Unie. In overeenstemming met de normen van de Raad van Europa, werd een moratorium op de doodstraf ingesteld. In 1996 werd hij al in de eerste ronde herverkozen. In 1998 steunde hij een voorgestelde wetswijziging die zou toelaten dat personen geboren na 21 augustus 1991 het staatsburgerschap verkregen zonder de destijds bestaande "naturalisatiebeperking" (die een numerieke beperking van de naturalisaties per kalenderjaar regelde). Dit lukte evenwel niet zonder een referendum door de tegenstand 36 nationalistische afgevaardigden.
Hij voerde een geslaagde campagne bij de bevolking om de voorgestelde wetswijziging aan te nemen.

### Na het presidentschap
Zijn ambtstermijn eindigde in 1999. Hij werd opgevolgd door Vaira Vīķe-Freiberga.
Hij trok zich terug uit de politiek, maar bleef actief onder andere door de stichting van het Guntis Ulmanis Fonds, de organisatie van het Wereldkampioenschap IJshockey 2006 in Riga en als hoofd van het comité voor de reconstructie van het Slot van Riga.
In 2010 trad hij terug op het politieke voorplan als voorzitter van de pas gecreëerde partijalliantie Voor een goed Letland (Lets:Par Labu Latviju!). Deze behaalde slechts 8 zetels bij de parlementsverkiezingen van 2010, waarvan een voor Ulmanis. Bij de verkiezingen van 2011 kwam hij evenwel niet meer op en daardoor eindigde zijn mandaat in november 2011.

### Persoonlijk leven
In 1962 huwde hij met Aina Štelce. Zij hebben twee kinderen en drie kleinkinderen. In zijn vrije tijd verkiest hij tennis, basketbal en volleybal als sport. Hij leest graag geschiedenisboeken en memoires. Hij schreef twee autobiografieën.
- Gemeinsame Normdatei: 11939751X
- International Standard Name Identifier: 0000 0000 5539 6576
- Library of Congress Control Number: no97030621
- Nationale Bibliotheek van Letland: 000001524
- National Archives and Records Administration: 10574438
- Nationale Bibliotheek van Tsjechië: jn20000605383
- Virtual International Authority File: 67275108
- WorldCat: E39PBJjCT3FYbBwKrvJ69rbjmd

1. ↑  http://kongehuset.dk/modtagere-af-danske-dekorationer.